# Starý palác (Bělehrad)
Starý palác (srbsky Стари двор/Stari dvor) je palác v centru srbské metropole Bělehradu. Sloužil jako královské sídlo dynastie Obrenovićů. V současné době se zde nachází Skupština Bělehradu (zastupitelstvo). Palác se nachází na rohu ulic Kralja Jovana a Dragoslava Milanovića na Andrićevě venci. Palác byl ve své současné podobě dokončen v roce 1884 a je kulturní památkou.

## Historie

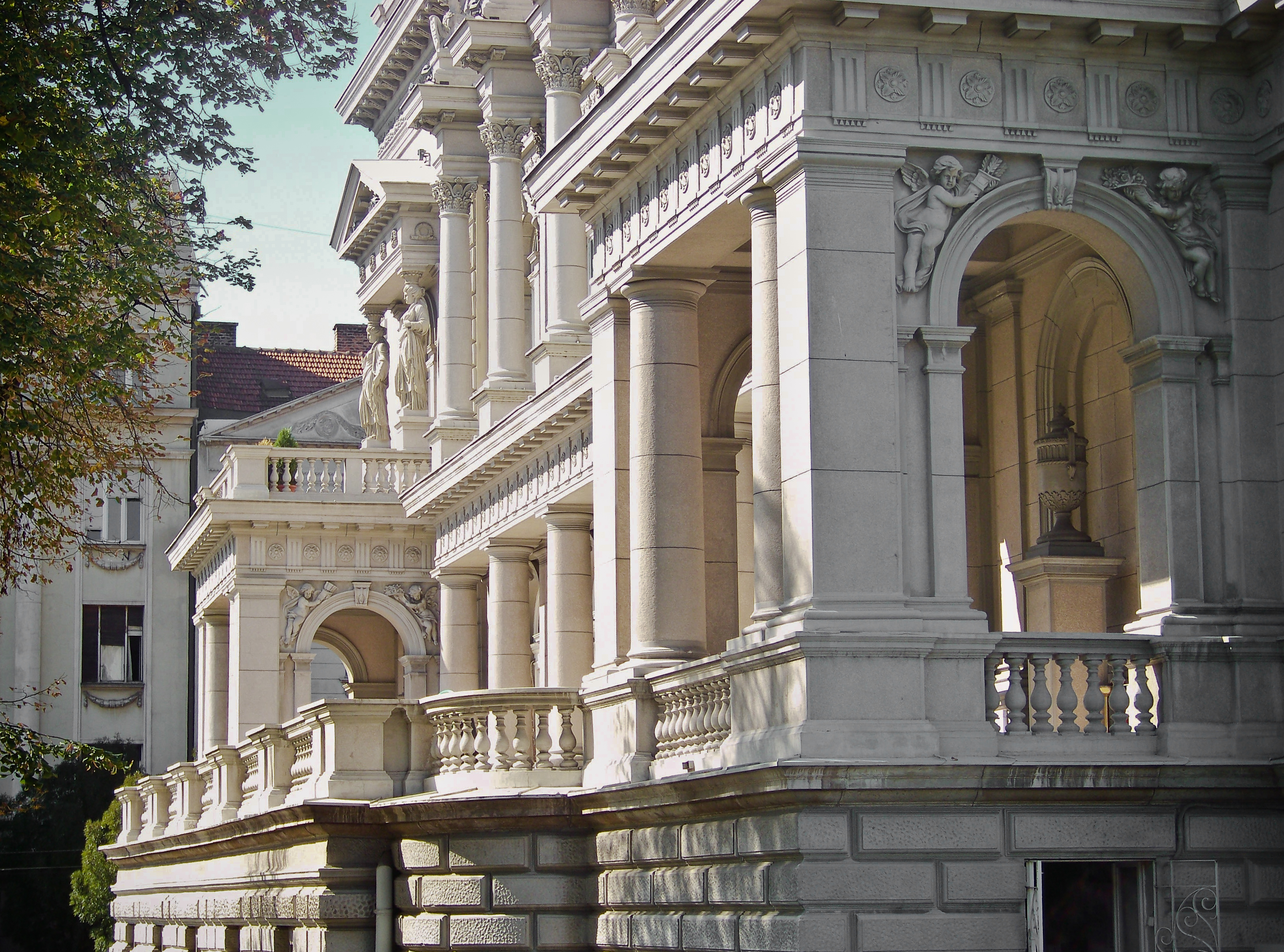
Jižní strana paláce

Sídlo vládnoucí dynastie srbské monarchie vzniklo na místě starší rezidence, která zde byla vybudována v první polovině 19. století a později byla známá pod názvem Stari konak. 
Po Berlínském kongresu se Srbsko stalo samostatným státem a proto byla na pořadu dne otázka výstavby reprezentativního sídla pro vládnoucí rod. Přípravu na výstavbu sídla poté urychlilo plánované vyhlášení království, které se uskutečnilo v roce 1882. Stavbu připravil tehdejší projektant Aleksandar Bugarski. Palác měl být třídílný; centrální část měla sloužit pro pobyt vladaře a měla se nacházet v místě Starého konaku. Z pravé strany se měl nacházet blok určený pro následníka trůnu a levé křídlo mělo sloužit pro státní návštěvy. Nakonec však bylo z celkové koncepce realizováno pouze levé křídlo. Pravé křídlo vybudováno bylo jako tzv. Nový palác o tři desetiletí později. 
Po vyvraždění dynastie Obrenovićů v roce 1903 byla budova Starého paláce poničena. Stavba i přesto ale sloužila jako oficiální rezidence dynastie Karađorđevićů. Ti po první světové válce, kdy byl Bělehrad několikrát bombardován a palác dále poničen, nařídili jeho rekonstrukci. Stavební práce byly zahájeny roku 1921 a dokončeny do dubna 1922. Na stavbu dohlíželi představitelé Ministerstva výstavby a financí a dvorní umělec Uroš Predić. Byl zcela přepracován interiér a nakoupen nový nábytek z Vídně a Lyonu. Ve stejnou dobu byl dokončen i Nový palác a Starý palác získal své původní určení, tedy stal se místem pro příjem zahraničních hostů a diplomatů. 
Další obnova paláce se uskutečnila v letech 1930 a 1931 pod dohledem architekta Dragomira Tadiće. Veškeré fasády a dekorativní plastiky objektu byly nahrazeny. Na výměnu dohlížel architekt Svetomir Lazić. V roce 1941 byl palác opět poškozen při bombardování. Zničen byl celý jeden roh stavby a těžce strádal také interiér paláce. Po roce 1945 byla Jugoslávie prohlášena republikou a palác tak ztratil svoji funkci. Po rekonstrukci, která se uskutečnila v letech 1947 až 1949 změnila stavba nejen svůj účel, ale byla rovněž změněna její fasáda. Novou navrhl známý modernistický architekt Dragiša Brašovan. Odstraněny byly různé monarchistické symboly, jako např. kupole s královskými korunami. Slavnostní sál doplnily vitráže s motivy republiky a partyzánského boje. Kromě Đorđeviće a Brašovana se na přestavbě paláce podíleli i někteří další architekti, jako např. Bratislav Stojanović, Milan Minić, Slobodan Mihailović nebo Momčilo Belobrk. 

## Využití
Palác sloužil až do druhé světové války jako sídlo vládnoucí dynastie, po roce 1903 jako oficiální rezidence krále, kde byly přijímány různé návštěvy. Občas se zde uskutečnila i různá jiná setkání. V letech 1919 a 1920 zde zasedala Skupština Království Srbů, Chorvatů a Slovinců. Po skončení druhé světové války zde sídlilo Předsednictvo Lidové skupštiny, Vláda FNRJ a Svazová výkonná rada. Od roku 1961 slouží palác pro potřeby samosprávy města. Od roku 1983 je kulturní památkou.